# Kretavicker
Kretavicker (Vicia cretica) är en ärtväxtart som beskrevs av Pierre Edmond Boissier och Theodor Heinrich von Heldreich. Enligt Catalogue of Life ingår Kretavicker i släktet vickrar och familjen ärtväxter, men enligt Dyntaxa är tillhörigheten istället släktet vickrar och familjen ärtväxter. IUCN kategoriserar arten globalt som livskraftig. Arten har ej påträffats i Sverige.

## Underarter
Arten delas in i följande underarter:
- V. c. aegaea
- V. c. cretica